# Renée Crespin du Bec de Vardes

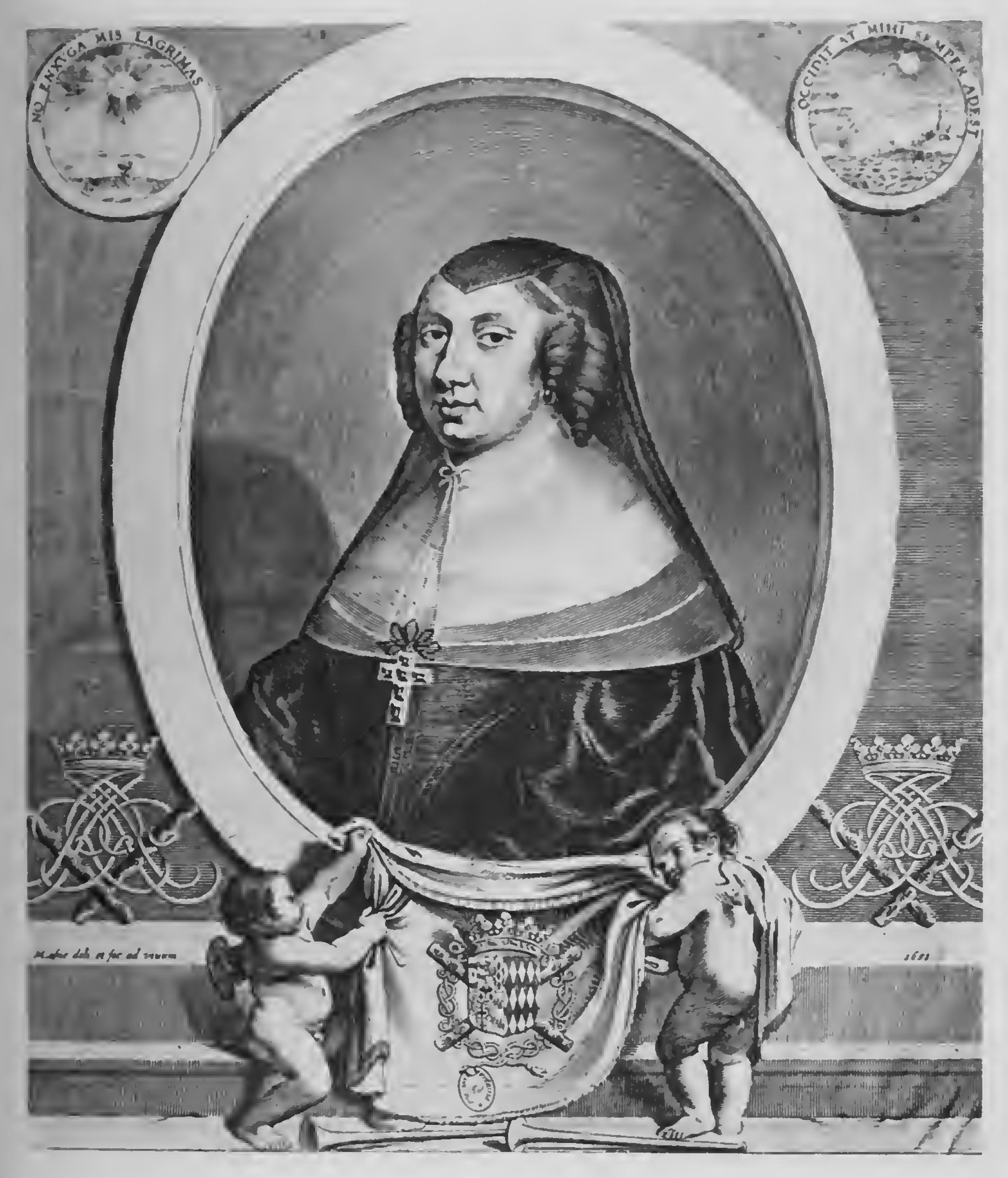
Renée Crespin du Bec, la maréchale de Guébriant, Anonym, 17. Jahrhundert, aus: Noailles Épisodes…

Renée Crespin du Bec de Vardes (* wohl in der ersten Oktoberhälfte 1613; † 2. September 1659 in Périgueux), durch ihre zweite Ehe Comtesse de Guébriant und Dame de Budes war die Ehefrau des Marschalls Jean Baptiste Budes de Guébriant und die erste Botschafterin in der Geschichte Frankreichs.
Laut dem Historiker Vicomte de Noailles war Renée Crespin du Bec eine äußerst ehrgeizige, stolze, unnachgiebige, intelligente, einfallsreiche und intrigenliebende Frau. Laut Albert Vandal war „Ehrgeiz ihre einzige Leidenschaft, und die Politik war ein Teil davon“. Im 17. Jahrhundert galt sie als atypische Frau, und im 19. Jahrhundert waren Historiker der Ansicht, dass sie den Charakter eines Staatsoberhauptes hatte.

## Familie und Ehen
Renée Crespin du Bec ist als Tochter von René I. Crespin du Bec, Marquis de Vardes († 1633), und Hélène d’Ô, eine Angehörige des Hauses Crespin. Ihre Schwägerin war ab 1617 Jacqueline de Bueil, die zehn Jahre zuvor die Geliebte des Königs Heinrich IV. gewesen war.
Am 20. September 1616 wurde Renée Crespin du Bec mit Jean de Chépy de Grouches, Chevalier, Baron de Chépy, Seigneur de Gribauval, Huppy, Saint-Maxent, Caumont, Grébaumaisnil, Poultière, Trenquie, Limeu et Onicourt († 1650), verheiratet, Sohn von Robert, Seigneur de Gribauval, und Anne, Dame de Chépy de La Riviére. Unzufrieden mit diesem Ehemann, den ihre Familie für sie ausgesucht hatte und den sie für mittelmäßig hielt, bestand Renée darauf, die (sicher nicht vollzogene) Ehe aufzulösen, was am 17. Mai 1628 in Vervins vereinbart und am 23. August 1628 ratifiziert wurde (Renée war zu dieser Zeit wohl noch keine 15 Jahre alt). Der Baron de Chépy gab die Mitgift in Höhe von 72.000 Livres in zwei Teilen (die zweite 1631) an René und ihren Vater zurück.
Renée Crespin du Bec heiratete als 18-Jährige einen jungen, aber armen Offizier, Jean Baptiste Budes de Guébriant (* 2. Februar 1602), dessen Potenzial als militärischer Führer sie bereits ahnte. Ihre Mitgift betrug wiederum 72 000 Livres und ihr Vater versprach, weitere 30 000 Livres zu geben. Für eine Adelsfamilie war dies kein bedeutender Betrag. Die Hochzeit fand am 21. März 1632 in Anwesenheit der Herzöge von Longueville und Retz statt. Das Paar bekam keine Kinder und die Gräfin widmete sich in dieser Zeit der Erziehung ihrer Nichten und Neffen.
Ab 1635 wurde der Graf von Guébriant während des Dreißigjährigen Krieges an verschiedene Fronten geschickt. Am 18. Februar 1638 ermächtigte er seine Frau offiziell, alle seine Geschäfte in Frankreich zu führen, seine Interessen am Hof zu vertreten, seine Kontakte zu den Ministern zu pflegen und für die Geldüberweisungen an seine Truppen zu sorgen. Da ihr Mann 1642 zum Marschall von Frankreich ernannt wurde, nahm Renée Crespin du Bec den Titel Marschallin von Guébriant an. Laut dem ersten Biografen des Grafen, Jean Le Laboureur, war dies kein leerer Titel, denn während ihr Mann kämpfte, bat Renée die Regierung um Geld und Verstärkung für seine Armee und wurde so als Mitverursacherin seiner Siege angesehen.
Die Gräfin zeigte ihre Stärke am Tag nach dem frühen Tod ihres Mannes, der im November 1643 bei Rottweil verwundet wurde und am 24. des Monats an den Folgen starb. Zunächst musste sie sich mit den finanziellen Ansprüchen der Verwandten ihres Mannes auseinandersetzen, die auf die 100.000 Livre zielten, die der König dem Marschall als seinen Anteil am Lösegeld für die kaiserlichen Generäle Kaspar von Mercy und Guillaume de Lamboy versprochen hatte, die der Marschall in der Schlacht auf der Kempener Heide (17. Januar 1642) gefangen genommen hatte. Renée Crespin du Bec erhielt diese Zahlung schließlich nach vielen Schwierigkeiten aus der königlichen Schatzkammer.

## Gesandtschaft in Warschau
Im Jahr 1645 erteilten Kardinal Mazarin und Anna von Österreich der verwitweten Marschallin einen diplomatischen Auftrag: Sie sollte die Prinzessin Luisa Maria Gonzaga nach Polen begleiten, um König Ladislas IV. zu heiraten, und sicherstellen, dass die Bedingungen des Abkommens mit Frankreich vom polnischen Hof eingehalten werden. Die Gräfin von Guébriant soll der Prinzessin einen freundlichen Empfang bereiten und ihr dabei helfen, Einfluss auf ihren Ehemann zu gewinnen.
Renée erhielt umfangreiche finanzielle Mittel und wurde zur offiziellen Leiterin der diplomatischen Mission mit dem Rang einer „außerordentlichen Botschafterin“ ernannt. Der Bischof von Orange war ihr Assistent und Koadjutor, in ihrem Gefolge befand sich auch der junge Jean Le Laboureur. Die Gräfin traf die Prinzessin, die am 27. November 1645 von Paris aus aufgebrochen war, in Péronne.
Über die Spanischen Niederlande, Holland und Deutschland gelangte die Gesandtschaft nach Danzig, wo ihre Ankunft sehr viel Aufsehen erregte, und sogar der Kurfürst von Brandenburg, Friedrich Wilhelm I., eigens inkognito anreiste, um einen Blick auf die zukünftige Königin von Polen zu erlangen.
In Warschau musste die Gräfin de Guébriant darauf bestehen, dass die Ehe vollzogen wurde, da König Ladislaus nicht gesund und Gerüchten zufolge impotent war. Die Verhandlungen mit dem König waren schwierig, da er nur Italienisch fließend sprach, so dass die Nichte der Gräfin, die junge Anne de Guébriant, als Übersetzerin eingestellt wurde.
Die Mission war ein voller Erfolg. Luisa Maria Gonzaga gelang es, einen starken Einfluss auf den polnischen Hof aufzubauen, der auch nach dem Tod ihres Mannes am 20. Mai 1648 nicht in Frage gestellt wurde. Am 8. April 1646 schickte Renée eine Depesche an Kardinal Mazarin, in der sie ihn über ihren Erfolg informierte, und am 10. April verließ die Gesandtschaft Warschau. Die Reise führte durch Österreich, Venedig, Genua und Marseille. Louis Moréri berichtet, dass Jeans Schwester Renée, als sie 1646 durch Genua kam, in der Kirche „Notre-Dame de la Consolation“ (wohl die Chiesa di Nostra Signora della Consolazione im heutigen Stadtteil San Vincenzo), die sich außerhalb der Stadtmauern befand, ein Grabmal für ihren 1616 in Italien umgekommenen Bruder Jean errichten ließ, dessen Epitaph von Jean Le Laboureur stammt.
Anne de Guébriant, die die Marschallin wie eine eigene Tochter liebte, erkrankt auf der Strecke schwer und starb kurz nach ihrer Rückkehr nach Paris.

## Die Breisach-Affäre
Die Gräfin erfüllte während der Fronde einen weiteren Auftrag für Kardinal Mazarin. Im Jahr 1650 schickte der Kardinal den Marquis de Tayade nach Breisach aus, ein Schwiegersohn des Staatssekretärs für militärische Angelegenheiten Michel Le Tellier. Tayade sollte dort Charlevoix, den Kommandanten der Festung Breisach, ablösen. Die Schwierigkeiten der Regierung ausnutzend, weigerte sich Charlevoix zurückzutreten und schloss sich in der Festung ein. Sein Handeln war eine Form der Rebellion gegen Mazarins Autorität, und der Gouverneur des Elsass und von Philippsburg, der Comte d’Harcourt, der selbst das Kommando über Breisach übernehmen wollte, blieb in dem Konflikt neutral und weigerte sich ebenfalls, Mazarin zu unterstützen.
Die Gräfin fand einen Weg, Charlevoix aus der Festung zu locken, indem sie seine Begierden ausnutzte. Als sie regelmäßig mit einer hübschen Begleiterin unter den Mauern der Burg spazieren ging, zog sie Charlevoix’ Aufmerksamkeit so auf sich, dass er die Festung verließ. Schließlich wurde er von Soldaten aus dem Hinterhalt gefangen genommen, aber nach einem Abkommen mit dem Comte d’Harcourt wieder freigelassen.

## Der Pyrenäenfriede
Die letzte Mission der Comtesse de Guébriant fand 1659 statt, als sich die Verhandlungen über den Abschluss des Pyrenäenfriedens zwischen Spanien und Frankreich ihrem Ende näherten. Teil des Abkommens war die Hochzeit der Infantin Marie-Theresia von Österreich mit Ludwig XIV., und Renée Crespin du Bec wurde zur Première dame d’honneur ernannt. Sie verließ Paris in Richtung spanische Grenze, starb jedoch auf dem Weg dorthin in Périgueux.
Die Comtesse de Guébriant wurde in der Kathedrale Notre-Dame de Paris bestattet.